# Severo di Vienne
San Severo di Vienne (India, ... – Italia, 455 circa) era un sacerdote che evangelizzava a Vienne.

È venerato come santo dalla Chiesa cattolica. Severo era indiano di nascita e di origini benestanti. Si stabilì a Vienna intorno al 430. Morì in Italia, ma il suo corpo fu riportato a Vienne e sepolto nella chiesa di Santo Stefano, da lui stesso costruita. La sua voce nel Martirologio Romano recita: